# Куаутитлан-Искальи
Куаутитлан-Искальи (исп. Cuautitlán Izcalli)  —   город и муниципалитет в Мексике, входит в штат Мехико. Население — 498 021 человек.